# È͘
Cette page contient des caractères spéciaux ou non latins. S’ils s’affichent mal (▯, ?, etc.), consultez la page d’aide Unicode.
È͘ (minuscule : è͘), appelé E accent grave point suscrit à droite, est une lettre utilisée dans la transcription pe̍h-ōe-jī utilisé pour l’écriture de dialectes de Zhangzhou dont notamment le hokkien de Penang (en).
Elle est formée de la lettre E diacritée d’un accent grave et d’un point suscrit à droite.

## Représentations informatiques
Le E accent grave point suscrit à droite peut être représente avec les caractères Unicode suivants :
- composé et normalisé NFC (supplément latin-1, diacritiques)[1],[2] :

| formes    | représentations | chaînes de caractères | points de code | descriptions                                                              |
| --------- | --------------- | --------------------- | -------------- | ------------------------------------------------------------------------- |
| capitale  | È͘               | È◌͘                    | U+00C8 U+0358  | lettre majuscule latine e accent grave diacritique point en chef à droite |
| minuscule | è͘               | è◌͘                    | U+00E8 U+0358  | lettre minuscule latine e accent grave diacritique point en chef à droite |

- décomposé (latin de base, diacritiques) :

| formes    | représentations | chaînes de caractères | points de code       | descriptions                                                                          |
| --------- | --------------- | --------------------- | -------------------- | ------------------------------------------------------------------------------------- |
| capitale  | È͘               | E◌̀◌͘                   | U+0045 U+0300 U+0358 | lettre majuscule latine e diacritique accent grave diacritique point en chef à droite |
| minuscule | è͘               | e◌̀◌͘                   | U+0065 U+0300 U+0358 | lettre minuscule latine e diacritique accent grave diacritique point en chef à droite |